# レクイエム
レクイエム（ラテン語: Requiem、レクィエムとも表記される）は、ラテン語で「安息を」という意味の語であり、以下の意味で使われる。
1. 死者の安息を神に願うカトリック教会のミサ。死者のためのミサ[1]（羅: missa pro defunctis）。聖公会においても行われる。
2. 上記のミサで用いる聖歌。完全ミサ曲のひとつ。狭義にはこれを指し、本稿でもこれを扱う。
3. 本来の典礼から離れて、単に「葬送曲」「死を悼む」という意味で銘された作品。
4. 正教会におけるパニヒダのことを、永眠者のための祈りであることの類似性から「レクイエム」と呼称することがあるが、西欧と日本以外ではこうした用例は一般的ではない。

## 概要
同一のラテン語のテクストに多くの作曲家が曲をつけている。モーツァルト、ヴェルディ、フォーレの3作品は特に名高い。常にすべての典礼文に作曲されるわけではなく、たとえば上記の3作品には共に昇階唱がない。
かつて日本では「鎮魂曲」（ちんこんきょく）と訳されたが、レクイエム自体に本来神道の用語である「鎮魂」の意味はないため不適切な訳語として現在は単に「レクイエム」か、もしくは「死者ミサ曲」、「死者のためのミサ曲」などと訳される。

## 構成と典礼文
下表は、いわゆる「三大レクイエム」についてどの典礼文に作曲がなされているかをしめしたものである。
| 曲目                              | 曲目                              | モーツァルト | ヴェルディ                                                         | フォーレ                            |
| --------------------------------- | --------------------------------- | ------------ | ------------------------------------------------------------------ | ----------------------------------- |
| 入祭唱 (Introitus)                | 入祭唱 (Introitus)                | ○            | ○                                                                  | ○                                   |
| キリエ (Kyrie)                    | キリエ (Kyrie)                    | ○            | ○                                                                  | ○                                   |
| 昇階唱 (Graduale)                 | 昇階唱 (Graduale)                 | ×            | ×                                                                  | ×                                   |
| 詠唱 (Tractus)                    | 詠唱 (Tractus)                    | ×            | ×                                                                  | ×                                   |
| 続唱 (Sequentia)                  | 怒りの日 (Dies iræ)               | ○            | ○                                                                  | ×                                   |
| 続唱 (Sequentia)                  | 奇しきラッパの響き (Tuba mirum)   | ○            | ○ "Tuba mirum" "Liber scriptus" "Quid sum miser" の3曲に分けて収録 | ×                                   |
| 続唱 (Sequentia)                  | 恐るべき御稜威の王 (Rex tremendæ) | ○            | ○                                                                  | ×                                   |
| 続唱 (Sequentia)                  | 思い出したまえ (Recordare)        | ○            | ○ "Recordare" "Ingemisco" の2曲に分けて収録                        | ×                                   |
| 続唱 (Sequentia)                  | 呪われたもの (Confutatis)         | ○            | ○                                                                  | ×                                   |
| 続唱 (Sequentia)                  | 涙の日 (Lacrimosa)                | ○            | ○                                                                  | △ "Pie Jesu"として一部のみ収録      |
| 奉献唱 (Offertorium)              | 主イエス・キリスト (Domine Jesu)  | ○            | ○                                                                  | △ "Offertorium"として前半部のみ収録 |
| 奉献唱 (Offertorium)              | 賛美の生け贄と祈り (Hostias)      | ○            | ○                                                                  | ○                                   |
| サンクトゥス (Sanctus)            | 聖なるかな (Sanctus)              | ○            | ○                                                                  | ○                                   |
| サンクトゥス (Sanctus)            | 祝福されますように (Benedictus)   | ○            | ○                                                                  | ×                                   |
| 神羊誦 (Agnus Dei)                | 神羊誦 (Agnus Dei)                | ○            | ○                                                                  | ○                                   |
| 聖体拝領唱 (Communio)             | 聖体拝領唱 (Communio)             | ○            | ○                                                                  | ○ "Agnus Dei"の一部として収録       |
| 赦祷文 (Responsorium) (Libera me) | 赦祷文 (Responsorium) (Libera me) | ×            | ○                                                                  | ○                                   |
| 楽園へ (In Paradisum)             | 楽園へ (In Paradisum)             | ×            | ×                                                                  | ○                                   |

またカトリック教会における葬儀ミサの式文は第2バチカン公会議以降の典礼の見直しと一連の改革によって内容が大幅に変化した。以下は典礼改革以前のものである。
（なお、原文と訳文で行数をあわせているが、必ずしも左右で対応していない）

### 入祭唱 (Introitus)
その日のミサの内容を歌うもの。固有文。死者のためのミサでは歌い出しが"Requiem æternam"（永遠の安息を）であるため、ミサ曲全体が「レクイエム」と呼ばれる。
| Requiem æternam dona eis, Domine, et lux perpetua luceat eis. Te decet hymnus, Deus, in Sion, et tibi reddetur votum in Jerusalem. Exaudi orationem meam, ad te omnis caro veniet. Requiem æternam dona eis, Domine, et lux perpetua luceat eis. | 主よ、永遠の安息を彼らに与え、 絶えざる光でお照らしください。 神よ、シオンではあなたに賛歌が捧げられ、 エルサレムでは誓いが果たされます。 私の祈りをお聞き届けください すべての肉体はあなたの元に返ることでしょう。（詩編65:2-3） 主よ、永遠の安息を彼らに与え、 絶えざる光でお照らしください。 |

### キリエ (Kyrie)
「救憐唱」「憐れみの賛歌」とも。憐れみ深い神への賛歌、あるいは罪人が憐れみを乞う歌。唯一、ギリシア語による。通常文。東方教会で用いる「金口イオアンの聖体礼儀」のうち冒頭などで用いられる「大連祷」を簡素化したもの。（キリエ参照。）
| Kyrie eleison. Christe eleison. Kyrie eleison. | 主よ、あわれみたまえ。 キリストよ、あわれみたまえ。 主よ、あわれみたまえ。 |

### 昇階唱 (Graduale)
固有文。古い時代のレクイエム(例えば、オケゲムのレクイエム)を除くとGradualeと次のTractusは省略されるのが通常だが、著名なものではケルビーニとドヴォルザークに見受けられる。
| Requiem æternam dona eis Domine et lux perpetua luceat eis. In memoria æterna erit justus: ab auditione mala non timebit. | 主よ、永遠の安息を彼らに与え、 絶えざる光でお照らしください。 正しい人は永遠に記憶され、 悪い知らせにも恐れはしないでしょう。（詩編112:6-7） |

### 詠唱 (Tractus)
固有文。例えば、オケゲムのレクイエムに見られる。
| Absolve Domine, animas omnium fidelium defunctorum ab omni vinculo delictorum. Et gratia tua illis succurrente, mereantur evadere judicium ultionis. Et lucis aeternae beatitudine perfrui. | 主よ、全ての死せる信者の霊魂を ことごとく罪のほだしより解いてください。 彼らが主の聖寵の助けによって 刑罰の宣告をまぬがれ、 永遠の光明の幸福を楽しむにいたらんことを。 |

### 続唱 (Sequentia)
固有文。最後の審判を歌ったもの。チェラーノのトマスの作。トリエント公会議で公認された4つの続唱のうちのひとつ。第2バチカン公会議における典礼の刷新で「死後の恐怖を不必要に強調することはキリスト教本来の思想から外れている」ことと、「葬儀は、キリスト信者の死の復活的性格をより明らかに表現」（『典礼憲章』第８１条）するという理由でこの続唱は除かれ、三部に分けられ、教会の祈り（聖務日課）の賛歌となっている。またその歌詞は三行を一単位として脚韻を踏んでおり(aaa, bbb)、典礼文の傑作と言われる。なお「怒りの日」は Dies Iræ ... Amen. まででひとつの典礼文であるが作曲の便宜上以下のように細分されることがある。フォーレのものはこれが省略される。
この続唱のテキストには、最終戦争、火による浄化、最終審判など、キリスト教というよりも、むしろゾロアスター教、マヅダ教などイラン起源の二元論宗教の影響が色濃く認められる。

#### 怒りの日 (Dies iræ)
| Dies iræ, dies illa solvet sæclum in favilla: teste David cum Sibylla Quantus tremor est futurus, quando judex est venturus, cuncta stricte discussurus. | 怒りの日、その日は ダビデとシビラの預言のとおり 世界が灰燼に帰す日です。 審判者があらわれて すべてが厳しく裁かれるとき その恐ろしさはどれほどでしょうか。 |

#### 奇しきラッパの響き (Tuba mirum)
| Tuba mirum spargens sonum per sepulchra regionum, coget omnes ante thronum. Mors stupebit et natura, cum resurget creatura, judicanti responsura Liber scriptus proferetur, in quo totum continetur, unde mundus judicetur. Judex ergo cum sedebit, quidquid latet, apparebit: Nil inultum remanebit. Quid sum miser tunc dicturus? Quem patronum rogaturus? Cum vix justus sit securus. | 奇しきラッパの響きが 各地の墓から すべての者を玉座の前に集めるでしょう。 つくられた者が 裁く者に弁明するためによみがえる時 死も自然も驚くでしょう。 書物がさしだされるでしょう。 すべてが書きしるされた この世裁く書物が。 そして審判者がその座に着く時 隠されていたことがすべて明らかにされ、 罪を逃れるものはありません。 その時哀れな私は何を言えば良いのでしょう？ 誰に弁護を頼めば良いのでしょう？ 正しい人ですら不安に思うその時に。 |

#### 恐るべき御稜威の王 (Rex tremendæ)
| Rex tremendæ majestatis, qui salvandos salvas gratis, salva me, fons pietatis. | 救われるべき者を無償で救われる 恐るべき御稜威の王よ、 慈悲の泉よ、私をお救いください。 |

#### 思い出したまえ (Recordare)
| Recordare Jesu pie, quod sum causa tuæ viæ: ne me perdas illa die. Quærens me, sedisti lassus Redemisti crucem passus Tantus labor non sit cassus. Juste judex ultionis, donum fac remissionis, ante diem rationis. Ingemisco, tamquam reus: culpa rubet vultus meus: supplicanti parce Deus. Qui Mariam absolvisti, et latronem exaudisti, mihi quoque spem dedisti, Preces meæ non sunt dignæ: Sed tu bonus fac benigne, Ne perenni cremer igne. Inter oves locum præsta, et ab hædis me sequestra, statuens in parte dextra. | 思い出してください、慈悲深きイエスよ あなたの来臨は私たちのためであるということを その日に私を滅ぼさないでください。 私を探してあなたは疲れ、腰をおろされた 十字架を堪え忍び、救いをもたらされた これほどの苦しみが無駄になりませんように。 裁きをもたらす正しき審判者よ 裁きの日の前に ゆるしの恩寵をお与えください。 私は罪人のように嘆き 罪を恥じて顔を赤らめます 神よ、許しを請う者に慈悲をお与えください。 （マグダラの）マリアを許し 盗賊の願いをもお聞き入れになった主は（ルカ23:39-43） 私にも希望を与えられました。 私の祈りは価値のないものですが、 優しく寛大にしてください。 私が永遠の炎に焼かれないように。 私に羊の群れの中に席を与え 牡山羊から遠ざけ あなたの右側においてください。（マタイ25:31-34） |

#### 呪われたもの (Confutatis)
| Confutatis maledictis, flammis acribus addictis, voca me cum benedictis. Oro supplex et acclinis, cor contritum quasi cinis: gere curam mei finis. | 呪われた者たちが退けられ、 激しい炎に飲みこまれる時、 祝福された者たちとともに私をお呼びください。 私は灰のように砕かれた心で、 ひざまずき、ひれ伏して懇願します。 終末の時をおはからいください。 |

#### 涙の日 (Lacrimosa)
| Lacrimosa dies illa, qua resurget ex favilla judicandus homo reus: Huic ergo parce Deus. pie Jesu Domine, Dona eis requiem. Amen. | 涙の日、その日は 罪ある者が裁きを受けるために 灰の中からよみがえる日です。 神よ、この者をお許しください。 慈悲深き主、イエスよ 彼らに安息をお与えください。アーメン。 |

### 奉献唱 (Offertorium)
司祭がパンとぶどう酒を捧げる時に歌われる。固有文。

#### 主イエス・キリスト (Domine Jesu)
| Domine Jesu Christe, Rex gloriæ, libera animas omnium fidelium defunctorum de pœnis inferni, et de profundo lacu; libera eas de ore leonis, ne absorbeat eas Tartarus, ne cadant in obscurum. Sed signifer Sanctus Michæl repræsentet eas in lucem sanctam, quam olim Abrahæ promisisti et semini ejus. | 主イエス・キリストよ、栄光の王よ、 全ての死せる信者の魂を 地獄の罰と深淵からお救いください 彼らの魂を獅子の口からお救いください 彼らが冥府に飲み込まれぬように 彼らが暗黒に落ちぬように。 旗手たる聖ミカエルが 彼らの魂を聖なる光へと導きますように。 かつてあなたがアブラハムとその子孫に 約束したように。 |

#### 賛美の生け贄と祈り (Hostias)
| Hostias et preces Tibi, Domine, laudis offerimus. Tu suscipe pro animabus illis, quarum hodie memoriam facimus. Fac eas, Domine, de morte transire ad vitam, quam olim Abrahæ promisisti et semini ejus. | 賛美の生け贄と祈りを 主よ、あなたに私たちは捧げます。 彼らの魂のためにお受け取りください。 今日、私たちが追悼するその魂のために。 主よ、彼らの魂を死から生へとお移しください。 かつてあなたがアブラハムとその子孫に 約束したように。 |

### サンクトゥス (Sanctus)
「感謝の賛歌」「三聖唱」とも。神を賛美し感謝する聖歌。通常文。

#### 聖なるかな (Sanctus)
| Sanctus, Sanctus, Sanctus Dominus, Deus Sabaoth Pleni sunt cæli et terra gloria tua Hosanna, in excelsis. | 聖なるかな、聖なるかな、聖なるかな、 万軍の神よ、主よ 天と地はあなたの栄光に満ちています。（イザヤ6:3） いと高きところにホザンナ （ホザンナは「救い給え」の意）。 |

#### 祝福されますように (Benedictus)
| Benedictus qui venit in nomine Domini Hosanna, in excelsis. | 主の御名において来る者は祝福されますように（詩編118:26） いと高きところにホザンナ |

### 神羊誦 (Agnus Dei)
「平和の賛歌」「神羔唱」とも。聖体変化したパンを切り分ける際に歌い、神の小羊であるキリストに世の平安を祈る聖歌。通常文。ただし死者のためのミサでは歌詞の一部が変更される（「我らに平和をお与えください」"dona nobis pacem"→「彼らに永久の安息をお与えください」"dona eis requiem sempiternam")。このため、「平和の賛歌」の意味が薄れていた。第二バチカン公会議による典礼の刷新後は、いずれも、通常の結びのことば、「われらをあわれみたまえ」「われらに平安をあたえたまえ」に改訂されている。
| Agnus Dei, qui tollis peccata mundi: dona eis requiem. Agnus Dei, qui tollis peccata mundi: dona eis requiem. Agnus Dei, qui tollis peccata mundi: dona eis requiem sempiternam. | この世の罪を取り除く神の小羊よ（ヨハネ1:29,36） 彼らに安息をお与えください この世の罪を取り除く神の小羊よ 彼らに安息をお与えください この世の罪を取り除く神の小羊よ 彼らに永久の安息をお与えください |

### 聖体拝領唱 (Communio)
聖体となったパンとぶどう酒を拝領する際に歌われる。死者が永遠の光に照らされることを神に祈る聖歌。固有文。死者ミサの聖体拝領唱は冒頭を取り Lux æterna とも呼ぶ。
| Lux æterna luceat eis, Domine: Cum Sanctis tuis in æternum, quia pius es. Requiem æternam dona eis Domine: et lux perpetua luceat eis. Cum Sanctis tuis in æternum, quia pius es. | 主よ、彼らを永遠の光でお照らしください。 聖者たちとともに永遠に あなたは慈悲深くあられるのですから。 主よ、永遠の安息を彼らに与え、 絶えざる光でお照らしください。 聖者たちとともに永遠に あなたは慈悲深くあられるのですから。 |

### 赦祷文 (Responsorium)
ミサの終了後の赦祷式(Absolutio ad Tumbam)で歌われる。ミサには含まれないが、葬儀に関連するため、曲がつけられることがある（フォーレ、ヴェルディ等）。通常のミサで使われる嘆願(Libera nos)と区別するため Libera meと呼ぶことが多い。
| Libera me, Domine, de morte æterna, in die illa tremenda. Quando cœli movendi sunt et terra, Dum veneris judicare sæculum per ignem. Tremens factus sum ego et timeo, dum discussio venerit atque ventura ira. Quando cœli movendi sunt et terra. Dies illa, dies iræ calamitatis et miseriæ, dies magna et amara valde. Requiem æternam dona eis, Domine et lux perpetua luceat eis. | 主よ、永遠の死から私をお救いください 恐るべきその日に。 天と地が揺れ動き、 主が炎を持ってこの世を裁く日、 来るべき裁きと怒りの時に 私は恐れおののく。 天と地が揺れ動く。 その日は怒りの日、 災いと不幸の日 大いなる嘆きの日。 主よ、永遠の安息を彼らに与え、 絶えざる光でお照らしください。 |

### 楽園へ (In Paradisum)
出棺、埋葬時に歌われる。ミサには含まれないが、葬儀に関連するため、曲がつけられることがある。（この歌での「あなた」は死者を指す）
| In Paradisum deducant te Angeli; in tuo adventu suscipiant te martyres et perducant te in civitatem sanctam Jerusalem. Chorus Angelorum te suscipiat, et cum Lazaro quondam paupere, æternam habeas requiem. | 天使があなたを楽園へと導きますように。 楽園についたあなたを、殉教者たちが出迎え、 聖なる都エルサレムへと導きますように。 天使たちの合唱があなたを出迎え、 かつては貧しかったラザロとともに、（ルカ16:19-22） 永遠の安息を得られますように。 |

## 作曲家一覧

### 中世からバロックまで
（生誕年順）
- グレゴリオ聖歌（14世紀までに成立。すべてのレクイエムの大元）
- ギョーム・デュファイ（現存しない）
- ヨハネス・オケゲム（現存する最古の、作曲者の判明しているレクイエム）
- ピエール・ド・ラ＝リュー
- クリストバル・デ・モラーレス
- ジョヴァンニ・ダ・パレストリーナ
- オルランド・ディ・ラッソ（2曲）
- トマス・ルイス・デ・ビクトリア（2曲）
- ユスタッシュ・デュ・コーロワ
- アロンソ・ロボ
- マヌエル・カルドーゾ
- ハインリッヒ・シュッツ（ムジカーリッシェ・エクセクヴィエン）
- ジョアン・セレロールス
- マルカントワーヌ・シャルパンティエ（3曲）
- ハインリヒ・イグナツ・フォン・ビーバー（2曲）
- ヨハン・ヨーゼフ・フックス
- アンドレ・カンプラ
- アントニオ・ロッティ
- ジャン・ジル
- ヤン・ディスマス・ゼレンカ
- グレゴール・ヨーゼフ・ヴェルナー（3曲）
- ヨハン・アドルフ・ハッセ
- ヤン・ツァハ（3曲：ニ短調 GS.B12、ハ短調 K.B17、ト短調 K.B18）
- フランティシェク・イグナーツ・トゥマ（英語版）

（以下3つは英語による"funeral service"）
- トマス・モーリー
- オーランド・ギボンズ
- ヘンリー・パーセル (メアリ女王の葬送の音楽)

### 古典派
（生誕年順）
- ニコロ・ヨンメッリ - 『レクイエム (Missa Defunctorum) 変ホ長調 HocJ A1.3』、
- ダニエル・ピオ・ダル・バルバ（英語版）『レクイエム（Messa da Morto breve）ト短調』
- フランソワ＝ジョセフ・ゴセック - 『レクイエム』
- ミヒャエル・ハイドン - 『レクイエムハ短調』、『レクイエム変ロ長調』（未完成）
- アンドレア・ルケージ
- ドメニコ・チマローザ
- アントーニオ・サリエーリ
- ヴォルフガング・アマデウス・モーツァルト - 『レクイエム』（未完成）
- ルイジ・ケルビーニ - 『レクイエム（第1番）ハ短調』、『レクイエム（第2番）ニ短調（ドイツ語版）』
- ヨーゼフ・アイブラー - 『レクイエムハ短調 HV37』（モーツァルトのレクイエムの補完を断念した後に自身のレクイエムを残した）
- カール・チェルニー

### ロマン派
- ジギスムント・フォン・ノイコム - ルイ16世追悼のためのレクイエム（1814年）を含め、少なくとも4曲以上[3][4]
- ベルリオーズ - 『レクイエム』
- テオドール・グヴィ - 『レクイエム（フランス語版）』
- ブラームス - 『ドイツ・レクイエム』（カトリックではなく、ルター聖書のドイツ語版をテキストとする）
- ブルックナー
- ドヴォルザーク - 『レクイエム』
- グノー - 『レクイエム』
- サン＝サーンス - 『レクイエム』
- フォーレ - 『レクイエム』
- リスト - 『レクイエム』
- コルネリウス - レクイエム
- フランツ・シューベルト
- フェルディナント・シューベルト
- スッペ
- ヴェルディ - 『レクイエム』
- シューマン - 『レクイエム』、『ミニョンのためのレクイエム』
- ラインベルガー
- スタンフォード
- ロパルツ - 『レクイエム（フランス語版）』
- レーガー - 『レクイエム』

### 近代音楽・現代音楽
- ディーリアス- 『レクイエム』
- マックス・レーガー - 『レクイエム』作品144b
- ストラヴィンスキー - 『レクイエム・カンティクルズ』
- ヒンデミット -『戸口に咲き残りのライラックが咲いた頃―愛する人々へのレクイエム』
- ブリテン - 『戦争レクイエム』
- デュリュフレ - 『レクイエム』
- デザンクロ
- ハウエルズ
- マルタン
- リゲティ - 『ルクス・エテルナ』、『レクイエム』
- レイフス
- A・ロイド・ウェッバー
- ピツェッティ - 『 レクイエム』無伴奏の独唱者アンサンブル。妻に献呈。
- ペンデレツキ - 『ディエス・イレ』、『ポーランド・レクイエム』
- ツィンマーマン
- ジョン・ラター
- シュニトケ
- サヴァ
- インブリー - 『レクイエム』
- ヘンツェ
- カルロ・フォルリヴェジ
- トゥール
- シルヴァーノ・ブッソッティ - 『ラーラ・レクイエム』
- ハワード・グッドール
- カバレフスキー
- ポガニー- 『レクイエム』

### 日本人作曲家
先述の概論3に当てはまるものが多い。
- 清瀬保二
  - 『レクイエム　無名戦士』（木原孝一の詩による。）
- 伊福部昭
  - 映画『ゴジラvsデストロイア』劇中音楽。
- 石桁真礼生
  - ソプラノとピアノのための『レクイエム』（のちにオーケストラ伴奏に改作）
- 森脇憲三
  - 『レクイエム・碑』（薄田純一郎作詩：広島の原爆に捧ぐ内容）
- 大中恩
  - 『煉瓦色の街』（阪田寛夫作詩：副題「日日のわれらへのレクイエム」。文部省芸術祭奨励賞受賞作品）
  - 『恋のレクイエム』（山岸千代栄作詩）
- 武満徹
  - 『弦楽のためのレクイエム』
- 三木稔
  - 二十絃箏と邦楽器のための『コンチェルト・レクイエム（鎮魂協奏曲）』

南方原住民の歌謡を元に、夭折した命へ送る。
- 松平頼暁
全曲初演はなし。

- 三善晃

宗左近らのテキストを使用した、戦争へのレクイエム。「合唱と管弦楽のための3部作」の第1作にあたる。
- 松本日之春
  - ヴォカリーズの合唱と弦楽合奏のための『レクイエム・ルネッサンス』（2011年。東日本大震災犠牲者の追悼作品）

- 湯浅譲二
  - オーケストラのためのレクイエム
- 一柳慧
  - 男声合唱作品『鎮魂歌（レクイエム）』（木原孝一作詩）
- 清水脩
  - 『鎮魂歌』（木原孝一作詩：男声合唱曲だが、児童または女声合唱、ピアノ連弾、2人の朗読者が加わる）
- 平吉毅州
  - 『ヴァイオリンとオーケストラのためのレクイエム』
- 佐藤眞
  - 『レクイエム 眠れ幼き魂』（保富康午作詩）
- 三枝成彰
  - 『レクイエム　曽野綾子のリブレットによる』
  - 『チェロの為のRequiem』（後に『震災のためのレクイエム』も作られた）
- 尾上和彦
  - 『ひろしまレクイエム』（旧オラトリオ鳥の歌。一部の楽章において原民喜の詩が使われている。混声合唱と児童合唱とオルガン・シンセサイザーなどの楽器を使用する）
- 池辺晋一郎
  - 『レクイエム いのちこそ』（土井大助作詩構成：終曲のテキストには日本国憲法第9条－戦争放棄が使われている）
- 糀場富美子
  - 弦楽合奏のための『広島レクイエム』
  - 無宗教レクイエム『鎮魂十二頌』（林望の連作詩『鎮魂十二頌』から抜粋）
- 有澤孝紀
東映アニメーションのデジモンシリーズにて、東京少年少女合唱隊によるものがBGMとして幾度か使われた。
- 荻久保和明
ラテン語の典礼文による、東混の委嘱作品。
- 吉松隆
  - 交響曲第2番『地球にて』（第2楽章が、IntroitusからLibera Meまでのレクイエムの形式を模して作られている）
- 鈴木憲夫
  - 混声合唱のための「Requiem」：初演はウィーン・シュテファン大聖堂で行なわれた。
- 細川俊夫
  - 『歌う木』（副題「武満徹へのレクイエム」）
  - 『ヒロシマレクイエム』（後に改題）
- 上田益
  - 『レクイエム〜あの日を、あなたを忘れない〜』（阪神・淡路大震災追悼として書かれたもの）
- 鈴木輝昭
典礼文を用いており、混声合唱に管・打楽器アンサンブルが加わる。
- 千原英喜
柿本人麻呂の古代歌謡を元に阪神・淡路大震災の犠牲者へ送るものと、東日本大震災を受けて書かれた第2番が存在する。
- 小栗克裕
  - 混声合唱とピアノのための「Lacrimosa」- ラテン語
  - 無伴奏混声合唱のための「Libera me」- ラテン語
  - 混声合唱とピアノのための「Dies irae」- ラテン語
- 権代敦彦
  - 創作鎮魂歌『子守歌』 〜大阪教育大学附属池田小学校事件遺児の母の手記による〜
- 新垣隆（佐村河内守名義で発表されたもの）
  - ピアノのためのレクイエム イ短調
  - REQUIEM“HIROSHIMA” 4声ポリフォニー合唱曲
  - 弦楽のためのレクイエム・ヒロシマ:合唱版を改作したもの
- 上田真樹
  - 無宗教レクイエム『鎮魂十二頌』（林望の連作詩『鎮魂十二頌』全篇に作曲した組歌曲）
  - 混声合唱とピアノのための組曲『鎮魂の賦』（前述の無宗教レクイエムから5篇を抜粋し、合唱に改作したもの）
- 佐藤賢太郎
  - 『Requiem Pacis』（混声合唱・ソプラノ独唱・オーケストラ）

全曲ラテン語。「レクイエム」の名を持つキリスト教の流れをくむ楽曲（合唱曲・歌曲）としては日本人の楽曲のうちでも世界で最も演奏されている[5]。
全5楽章であり、楽曲構成として「Dies irae（怒りの日）」がないなど、フォーレやデュリュフレの作品にも通じ、それは題名に含まれる「Pacis（平和の、平穏な）」からもとれる。赦祷文の楽章が「Libera Me」ではなく新たに「Subvenite」が採用され、楽曲を通して地獄、最後の審判、神の怒りに関する歌詞がない。
- 坂本日菜
  - 2016年立教大学にて太平洋戦争犠牲者のための「REQUIEM」初演。
- S.E.N.S.（センス）
  - 『レクイエム〜行ってしまった朝』（1993年ドラマ『あすなろ白書』サウンドトラック）
  - 『レクイエム』（1995年ドラマ『輝く季節の中で』サウンドトラック）※『レクイエム〜行ってしまった朝』の別バージョン

## 関連書
- 『レクイエムの歴史』井上太郎、河出書房新社、2013